# Жоао Хавеланж
Жоао Хавеланж (на португалски език: Jean-Marie Faustin Goedefroid de Havelange) е бразилски спортен деятел и футболен функционер,
Роден е на 8 май 1916 г. в Рио де Жанейро, Бразилия. През 1936 г. завършва право. Печели бронзов медал по водна топка на Панамериканските игри през 1951 г. 
От 1974 до 1998 е президент на ФИФА. 
От 1963 до 2011 година е член на МОК . Участник е на две летни олимпийски игри Берлин 1936 в плуването и Хелзинки 1952 в националния отбор на Бразилия по водна топка.
На 30 април 2013 г. подава оставка като почетен президент на ФИФА вследствие на обвинения на етичната комисия към ФИФА за получаването на подкуп в особено големи размери. 
Неговото име носи Олимпийският стадион в Рио де Жанейро.

## Критики
За негов „кръстник“ се спряга Хорст Даслер.